# Фёдоров, Владимир Николаевич
Владимир Николаевич Фёдоров (род. 31 марта 1951 года, с. Тас-Тумус, Кобяйский район, Якутская АССР, СССР) — народный писатель Якутии, российский поэт, прозаик, драматург, журналист. Автор около 30 книг различных жанров и 10 поставленных пьес.

## Творческая биография
Владимир Фёдоров родился в маленьком рыбацком поселении на берегу реки Лены, в её нижнем течении. Его родители были коренными сибиряками, которых в непростое послевоенное время свела судьба в далёкой якутской глубинке. Вскоре после их женитьбы  было принято решение учредить в Тас-Тумусе Усть-Ленский сельсовет, объединив под его властью несколько окрестных колхозов и геологических партий. Исполнение решения надолго затянулось, и  Владимира официально зарегистрировали в новом сельсовете лишь через год после рождения. Но зато он получил самое первое свидетельство. Это позволило ему со временем написать автобиографическую повесть "Гражданин номер один навсегда исчезнувшего города".  Исчезнувшего потому, что в 1965 году, в результате политики "укрупнения малых поселений", жители Тас-Тумуса были переселены в райцентр и посёлок прекратил своё существование. По иронии судьбы, на  пустыре долгие десятилетия стоял лишь один старый  дом - тот самый, в котором родился Владимир Фёдоров. Тем не менее, годы детства, проведённые на берегу великой и щедрой реки, среди богатых рыбой озёр, заповедных лесов и их многочисленных обитателей, навсегда сроднили будущего писателя с отзывчивой северной природой, научили её тонко чувствовать и близко принимать. Это во многом предопределило его будущую биографию и романтические наклонности - после школы  Владимир пошёл учиться на геолога в Якутский университет и закончил его в 1975 году. Ещё студентом он начал активно печатать свои заметки в республиканских изданиях. За время учёбы и после неё Владимир отработал несколько сезонов в поисковых экспедициях, которые отличались необычностью и яркостью впечатлений и дали опыт жизни в экстремальной среде Крайнего Севера. Позже Владимир многое из этого перенёс в свой первый роман "Сезон зверя".  В 1978 году он перешёл в журналистику, а годом ранее опубликовал  первые стихи в газете "Молодёжь Якутии".  Всесоюзному читателю имя Владимира Фёдорова открыл выдающийся русский поэт Юрий Кузнецов: приехав из Москвы в Якутию на региональное совещание молодых писателей, он увёз с собой стихи Фёдорова и опубликовал их со своей рецензией в журнале «Литературная учёба» (1980, №4). Затем последовали публикации ещё в нескольких московских альманахах и журналах. В 1982 году в Якутском книжном издательстве вышел дебютный сборник стихов "Звезда в снегу".  Следом за ним увидели свет другие книги поэзии, прозы и очерков. В 1988 году Владимир Фёдоров был принят в Союз писателей СССР.  С  1990 года стал главным редактором литературного журнала «Полярная звезда». В 1999 году была поставлена первая пьеса Фёдорова "Одиссея инока якутского".  С 2003 года Владимир Фёдоров  - главный редактор газеты «Якутия». С  2011 года - главный редактор «Общеписательской литературной газеты» - печатного органа Международного сообщества писательских союзов (МСПС) (Москва). С  января 2020 года - главный редактор электронного литературного журнала "ЛИterra". В 2012 году, по рейтингу Национальной библиотеки Республики Саха (Якутия), повесть "Звезда голуболикой Жаннет" была включена в список  100 лучших художественных произведений.
Владимир Фёдоров со времён таёжного детства и геологической юности увлекался фотосъемкой северной природы и её обитателей. С годами это увлечение расширилось географически и стало ещё одной его творческой и профессиональной сферой. Владимир Фёдоров - автор многих фотоочерков и фотовыставок, в том числе - о дикой природе Африки, в которой он побывал несколько раз.

## Сочинения (книги)
- Звезда в снегу, стихи, Якутское книжное издательство, 1982
- Автограф души, стихи, Якутское книжное издательство, 1986
- Осилит идущий, очерки, Якутское книжное издательство, 1988
- Красный ангел, стихи, Якутск, РИО Госкомпечати, 1991
- Звезда голуболикой Жаннет, повести, Якутск, 1993, ISBN 5-7696-0406-9
- Формула любви, стихи, Москва, "Книголюб", 1995, ISBN 5-7025-0033-4
- Сезон зверя, повесть и рассказы, Якутск, "Бичик", 1999, ISBN 5-7696-0963-X
- Тайны вуду и шаманизма, популярная этнология, Москва, "Вече", 2002, 2005, ISBN 5-9533-0583-4
- Служители трёх миров, популярная этнология, Якутск, "Бичик", 2003, ISBN 5-7696-1900-7
- Воители трёх миров, популярная этнология, Якутск, "Бичик", 2004, ISBN 5-7696-1912-0
- Небесный пилигрим, стихи, Якутск, "Бичик", 2006, ISBN 5-7696-2247-4
- Сезон зверя, роман, 2011, Якутск, "Бичик";  2016, Москва, "Вече", ISBN 978-5-4444-4804-5
- Такова судьба гусарская, стихи, 2012, Якутск, "Бичик", ISBN 978-5-7696-3835-0
- Восьмигранная Ойкумена, стихи, 2016, Якутск, "Бичик", ISBN 978-5-7696-5071-0
- Небесные тетради, стихи, 2016, Москва, "У Никитских ворот", ISBN 978-5-00095-150-7
- Ночной целитель, повести и рассказы, 2016, Москва, "Вече", ISBN 978-5-4444-5195-3
- Ангелы двенадцатого года, стихи, 2016, Коломна, "Серебро слов, ISBN 978-5-906800-63-3
- Такова судьба гусарская, стихи (на болгарском), 2018, Варна, "Славянская Академия", ISBN 978-954-2930-34-1
- Приключения барона Мюнхгаузена на Полюсе холода, повесть (на немецком), 2018, Берлин, Изд. Генриха Дика, ISBN 978-3-746714-51-6
- Русалка, рассказы (на украинском), 2019, Винница, "Твори", ISBN 978-617-7742-56-1
- Большая белая рыба, рассказы (на азербайджанском), 2019, Берлин, Изд. Генриха Дика, ISBN 978-3-746714-51-6
- Мелодия дождя, стихи (на армянском и русском), 2019, Коломна, "Серебро слов", ISBN 978-5-907154-32-2
- Служители и воители трёх миров, популярная этнология, 2019, Москва, ЛитРес
- Остров Аграфены, рассказы, 2019, Якутск, "Бичик", ISBN 978-5-7696-5685-9
- Звезда голуболикой Жаннет, 2019, повесть, Москва, ЛитРес
- Остров Аграфены, рассказы, 2019, Москва, ЛитРес
- Африканская тетрадь, стихи (на немецком). 2020, Берлин, Изд. Генриха Дика, ISBN 978-3-752945-66-9

## Спектакли
Одиссея инока якутского, драма, 1999, Якутск
Браслет оборотня, драма, 2001, Алдан, Якутск
Похищение века, пьеса-сказка, 2002, Алдан, Якутск
Большой бал маленькой ведьмы, пьеса-сказка, 2003, Алдан, Якутск
Апостол государев, драма, 2007, Якутск, Москва
Заговор Шерхана, пьеса-сказка, 2011, Якутск
По лезвию ножа, поэтический спектакль, 2011, Якутск
Волшебный кристалл Чисхана, пьеса-сказка, 2011, Якутск
Победить страну нельзя, где живут друзья, пьеса-сказка, 2012, Якутск
Созвездие Марии, музыкальная драма, 2012, Москва, Санкт-Петербург, Якутск
Парижские дни. 1814 год, поэтический спектакль, 2015, Москва
Два берега одной Победы, драма, 2015, Якутск, Сочи, Чита, Благовещенск, Магадан
Африканское сафари, поэтический спектакль, 2015, Москва
Путь Святителя (Алмазный крест), мистерия, 2017, Москва, Якутск
аэродром, Запасной аэродром, драма, 2021, Якутск

## Фильмы
Русалка, худ.  фильм по рассказу Большая белая рыба, 1999, "Сахафильм"
Первые, худ. фильм по мотивам пьесы "Созвездие Марии", 2018, "КАРО Продакшн"

## Награды и премии
- Медаль Пушкина (4 декабря 2007 года) — за заслуги в сохранении и развитии культурного наследия[1].
- Заслуженный работник культуры Якутии (1997).
- Лауреат Государственной премии Якутии (2000).
- Лауреат Большой литературной премии Союза писателей России (2003).
- Государственный знак отличия Республики Саха (Якутия) «Гражданская доблесть» (2003).
- Лауреат премии "Лучший фотограф года" Союза журналистов Якутии (2011)
- Лауреат региональной премии Кирилла и Мефодия (2011).
- Победитель VI Всероссийского литературного конкурса "Твои, Россия, сыновья" по итогам 2012 года
- Медаль Русской Православной церкви "В память 200-летия победы в Отечественной войне 1812 года"  (2012)
- Диплом и знак "Лучший автор года" журнала "Чудеса и приключения" (2013)
- Лауреат международных премий «Триумф» им. Николая Гоголя (2015) и «Литературный Олимп» (2015).
- Лауреат Всероссийской премии им. Николая Гумилёва (2016).
- Лауреат Всероссийской премии им. Николая Лескова (2016).
- Лауреат журнала "Московский вестник" за лучшую публикацию в номинации "Поэзия" (№ 2, 2016)
- Знак "Золотое перо" Международного конкурса "Золотое перо Руси-2016" в номинации "Драматургия"
- Главный приз фотоконкурса компании InterPacific Aviation and Marketing Inc/AirRussia.US (2017)[2]
- Диплом и знак "Якутянин 2018 года" Якутского землячества Москвы за вклад в развитие литературы и культуры
- Премия "Вера и Слово" им. Олега Емельянова Якутской епархии за 2018 год
- Звание "Народный писатель Якутии", Указ Главы Якутии от 15 апреля 2021 г.
- Литературные медали А. Чехова, М. Лермонтова, В. Шукшина, Н. Лескова, И. Бунина, Н. Гумилёва

## Статьи о творчестве
Ариадна Борисова. Колесо прошло по каждому из нас. "Русское воскресение", 2000
Николай Переяслов. Медведь в России - больше чем медведь. "Сибирские огни", № 3, 2012; "Полярная звезда" № 1, 2012
Ирина Шевелёва. Душа небесная гусара. "Московский литератор", № 19, 2012
Альберт Оганян, Нина Попова. Мы гусары, а значит - поэты. "Золотые соты", 2012
Нина Попова. Единение судеб - перекрестия строк (Гумилёвские традиции в творчестве Владимира Фёдорова). "Московский вестник", № 5, 2013 г; "Приокские  зори" № 4, 2013 г.
Елена Степанова. Великая сила любви, воскрешённая поэтом. "Поэзия", №2, 2013 г.
Елена Степанова. Два берега одной Победы. SakhaNevs. 21.05. 2015
Елена Степанова. Африканское сафари поэта Владимира Фёдорова. "Московский литератор", № 21, 2015; "Знаци" (Болгария), №4, 2015
Юрий Андрийчук. Тайны Якутии. Беседа с путешественником Владимиром Фёдоровым. "Экоград", 01. 07. 2016
Анна Пшенникова. Взлетая на крыльях небесных тетрадей. "Журфикс", № 9, 2016
Хайдар Бедретдинов. Ночной целитель. "Аргамак" № 1, 2017; "Журнальный мир"
Нина Попова. "Я их в полёт тревожный отпускаю..." "Московский литератор", № 18, 2017 "Русский слог", 22. 04. 2019
Валерий Иванов-Таганский. Колокольный звон в облаках. "ОЛГ", № 12, 2017
Светлана Волошина-Андрийчук. "Три медведя" в книге В.Фёдорова "Сезон зверя". "Клаузура", 28. 02. 2019
Нина Попова. Великая русская сила. "Московский литератор", № 2, 2018